# Зоран Шпрајц
Зоран Шпрајц (рођ: Јовановић, Славонски Брод, 2. август 1968) хрватски је телевизијски новинар, водитељ и продуцент.

## Биографија
Након завршене средње школе у Славонском Броду, преселио се у Загреб и уписао Факултет политичких наука, где је и дипломирао.
Каријеру је започиње као радио водитељ 1986. године. Запослио се на Радио Броду у родном граду и водио емисију „По вашим жељама“.
Међу емисијама које је водио најпознатији је Дневник ХРТ-а. Године 2014. био је међу оснивачима информативног канала N1, који је подружница CNN-а за подручје бивше Југославије, и тамо је провео неко време као водитељ. Напустио је Н1 да би се придружио Хрватској РТЛ телевизији, где је водио информативни програм РТЛ Директ. 
Глумио је у филмовима Закон! 2009. године, Коко и духови 2011. године и Погрешан човјек из 2018. године.
Зорана су за време рада на ХРТ-у често називали непрофесионалним због својих непримерених коментара и непримереног рада. Као уредник Дневника пустио 18. новембра 2011. године, на 20 година од краја битке за Вуковар, пустио је прилог Хрвоја Зовка у којом се нашао аудио-запис где Миле Дедаковић, као заповедник Вуковара моли Туђмана да се евакуишу деца и цивили, што је Туђман одбио. У уводу Дневника 26. маја 2013. године је Шпрајц за потписнике иницијативе У име породице (хрв. U ime obitelji) за расписивање  уставног референдума изјавио да потписници ове иницијативе хоће овим референдумом унети хомофобна измена Устава Хрватске. У име породице су затражили јавно извињење од ХРТ-а због ове изјаве.
Након што се у ироничном тону и саркастичним коментарима добро показао у својој каријери, године 2022. започиње рад на емисији "Стање нације", која је политичко-сатиричног карактера.

### Промена презимена
Шпрајц је део хрватског феномена промене српских у несрпска имена и презимена. У две године 1992. и 1993. године, у само једном хрватском граду Осијеку, 1.236 особа променило је своје име и презиме. Зоран је, наиме, узео мајчино презиме Шпрајц. Презимена Јовановић одрекло се још хрватских политичара, нпр. један од њих је Роберт Подолњак, рођен у Вараждину. Подолњак је 1992. године у „Вараждинским вијестима”, уз тврдњу да је Хрват, објавио разлоге зашто је променио презиме Јовановић: „Свакако не због неке угрожености, него стога што то презиме, хтели или не хтели, изазива, и још ће дуго изазивати – негативне конотације.”
Хрвати су више пута у медијима Зорана називали шпијуном, који прикривено ради против Хрвата и за српске интересе због промене презимена. Замерано му је, што је у негативном контексту говорио против усташа, што је генерала Хрватске војске Бранимира Главаша назвао ратним злочинцем и што у негативној конотацији коментарише дешавања у земљи. Јавност је позивала и на прогон или ликвидацију. Подругљиво је називан Зоран Шпрајц екс Јовановић. Нашао се на листи непријатеља Хрватске, која је објављена од стране хрватских ратних ветерана.
Са друге стране, наводи се да је Зоран презиме променио зато што је сматрао да је то презиме звучније за јавни посао и зато што је отац напустио њега и мајку.